# Lunga (Moldavia)
Lunga è un comune della Moldavia situato nel distretto di Florești di 1.980 abitanti al censimento del 2004